# Rauno Heinla
Rauno Heinla (nacido el 7 de junio de 1982) es un atleta de fuerza profesional de Estonia. Es especialista en las pruebas de peso muerto y está considerado como uno de los mejores levantadores de peso muerto del mundo.

## Carrera como atleta de fuerza
Nacido en Tartu, Estonia; Rauno comenzó su carrera como atleta de fuerza en el año 2000 en la competencia local Kõrveküla rammumees, su primer título nacional fue al ganar la competencia del Hombre más fuerte de Estonia en 2008. Es el único estonio en ganar este título 6 veces siguiendo los pasos de Tarmo Mitt y Andrus Murumets (ambos 5 veces ganadores). Durante la mayor parte de su carrera, Rauno entrenó con su compañero estonio, Lauri Nämi.
Los eventos favoritos de Rauno son las repeticiones con piedras pesadas y peso muerto, reconoce que necesita mejorar en el empuje de camiones y super yugos.
En su carrera que abarca 22 años, Rauno ha competido en más de 45 eventos internacionales y 8 concursos de un solo evento. El 13 de septiembre de 2020, Rauno rompió el récord mundial de 400 kg de peso muerto (barra estándar) con 6 repeticiones en la serie World's Ultimate Strongman Feats of Strength. Junto con Hafþór Júlíus Björnsson y Eddie Hall, Rauno es también uno de los pocos hombres que ha levantado 1,000 libras (453,5 kg) o más.

## Récords personales
- Peso muerto (repeticiones) – 400 kg (882 lb) x 6 repeticiones (World's Ultimate Strongman) (serie Feats of Strength, 2020) (Récord mundial)[3]
- Peso muerto (máx.) – 476 kg (1049 lb) (Convencional) (Récord mundial Masters)
- Peso muerto (máx.) – 475 kg (1047 lb) (Sumo)
- Sentadilla – 360 kg (794 lb) crudo, 320 kg (705 lb) x 10 repeticiones
- Press de banca – 240 kg (529 lb) crudo
- Prensa de troncos – 195 kg (430 lb), 170 kg (375 lb) x 4 repeticiones
- Prensa de eje – 181,5 kg (400 lb) x 2 repeticiones
- Piedras de Atlas  – Juego de 5 piedras (100-180 kg (220-397 lb) ) en 21,20 segundos
- Peso muerto Silver Dollar - 580 kg (1279 lb) (Récord mundial)